# 추봉 (배우)
추봉(秋峰, 본명: 박길수, 1922년 3월 12일 ~ 몰년 미상)은 대한민국의 배우이다.

## 생애
1922년 경성부에서 3남매 중 차남으로 태어났다(편집위원회). 이승학(李升學)의 문하에서 5년간 음악을 배웠으며, 1940년부터 극단 성군(星群)에서 활동했다. 영화데뷔는 1952년 손전 감독의 영화 《공포의 밤》이라는 작품에서 배우 양일민의 추천으로 출연하면서 이루어졌다고 한다(한국영상자료원). 이후 1960년대부터 2000년대 초반까지 꾸준히 조,단역으로 활발하게 활동을 펼쳐왔다. 1999년 제36회 대종상영화제에서 특별연기상을 수상했다(한겨레신문).

## 출연작

### 연극
- 1940년 《봉화》

### 영화
- 1952년 《공포의 밤》
- 1961년 《구봉서의 벼락부자》 - 대부 계장 역
- 1960년 《백사부인》
- 1961년 《성춘향》
- 1961년 《의적 일지매》
- 1962년 《월급쟁이》
- 1962년 《이십구세의 어머니》
- 1963년 《그 땅의 연인들》
- 1963년 《행복한 고독》
- 1963년 《단종애사》
- 1964년 《두고만 보세요》
- 1964년 《십년세도》 - 중신乙 역
- 1964년 《수색대》
- 1964년 《백설공주》
- 1964년 《현금은 내 것이다》
- 1965년 《순교자》
- 1965년 《마포사는 황부자》
- 1965년 《활빈당》
- 1965년 《갯마을》
- 1966년 《초우》
- 1966년 《마지막 황후 윤비》
- 1966년 《비밀정보 팔십팔번지》
- 1966년 《나운규 일생》
- 1966년 《연애탐정》
- 1966년 《제삼부두 영번지》
- 1966년 《나는 왕이다》
- 1966년 《초연》
- 1967년 《연합전선》
- 1967년 《사월이 가면》
- 1967년 《위험은 가득히》
- 1967년 《황혼의 검객》
- 1967년 《춘희》
- 1967년 《고발》
- 1967년 《산》
- 1967년 《싸리골의 신화》
- 1967년 《폭로(暴露)》
- 1967년 《풍운의 검객》
- 1967년 《일본제국과 폭탄의사》
- 1967년 《해방동이》
- 1967년 《젯트부인》
- 1967년 《안개》
- 1967년 《임진강》
- 1967년 《구인의 귀순병》
- 1967년 《어느 여배우의 고백》
- 1967년 《형수》
- 1968년 《순애보》
- 1968년 《풍운(임란야화)》
- 1968년 《대원군》
- 1968년 《아리랑》
- 1968년 《괴도의 검》
- 1968년 《풍랑객》
- 1968년 《제삼지대》
- 1968년 《옥비녀》
- 1968년 《남》
- 1968년 《남정임 여군에 가다》
- 1968년 《춘향》
- 1968년 《요화 장희빈》
- 1968년 《카인의 후예》
- 1968년 《미로》
- 1968년 《직녀성》
- 1968년 《대좌의 아들》
- 1968년 《잘돼갑니다(경무대 비화 잘돼갑니다)》
- 1969년 《개구장이 도련님》
- 1969년 《사녀》
- 1969년 《북경열차》
- 1969년 《오인의 사형수(5인의 사형수)》
- 1969년 《무정한 검객》
- 1969년 《필살의 검》
- 1969년 《원》
- 1969년 《부인행차》
- 1969년 《돌아온 팔도사나이》
- 1969년 《지하실의 7인》
- 1969년 《한번 준 마음인데》
- 1969년 《황진이의 첫사랑》
- 1969년 《겨울부인》
- 1969년 《암흑가의 지배자》
- 1969년 《사나이 세계》
- 1969년 《남편》
- 1969년 《남자와 기생》
- 1969년 《주차장》
- 1969년 《상처》
- 1969년 《윤심덕》
- 1969년 《차라리 남이라면》
- 1969년 《백면검귀》
- 1969년 《육군 김일병》
- 1969년 《내실》
- 1969년 《아편꽃》
- 1969년 《새색시》
- 1969년 《전하 어디로 가시나이까》
- 1970년 《아파트를 갖고 싶은 여자》
- 1970년 《미쓰 촌닭》
- 1970년 《쌍검(쌍칼)》
- 1970년 《예비군 팔도 사나이》
- 1970년 《팔도여군》
- 1970년 《석양의 불청객》
- 1970년 《민비와 마검》
- 1970년 《항구무정》
- 1970년 《그 여자에게 옷을 입혀라》
- 1970년 《처와 처》
- 1970년 《복수의 마검》
- 1970년 《안개속의 탈출》
- 1970년 《별난 새댁》
- 1970년 《유정검화》
- 1970년 《아빠엄마 오래사세요》
- 1970년 《여자이기 때문에》
- 1970년 《그 여자를 쫓아라》
- 1971년 《두 남자》
- 1971년 《과객》
- 1971년 《남매는 단둘이다》
- 1971년 《만나봐도 지금은》
- 1971년 《맹인 대협객》
- 1971년 《처복》
- 1971년 《괴짜신부》
- 1971년 《용칠이 형님》
- 1971년 《족보》
- 1971년 《금문의 결투》
- 1971년 《두 아들(속)》
- 1971년 《인간사표를 써라》
- 1972년 《갑돌이와 갑순이》
- 1972년 《대지옥》
- 1972년 《사나이 가는 길에》
- 1972년 《의사 안중근》
- 1972년 《며느리》
- 1972년 《팔도 졸업생》
- 1972년 《신풍협객》
- 1972년 《해벽》
- 1972년 《사랑하는 아들딸아》
- 1973년 《청춘 하이웨이》
- 1973년 《또순이와 갑순이》
- 1973년 《여대생 또순이》
- 1973년 《승부》
- 1973년 《장안명기 오백화》
- 1973년 《석양의 두 얼굴》
- 1973년 《종야》
- 1973년 《혈권》
- 1973년 《애인교실》
- 1974년 《죽어서 말하는 여인》
- 1974년 《나상》
- 1974년 《유관순》
- 1974년 《2박 3일》
- 1974년 《연화》
- 1974년 《애정이 꽃피는 계절》
- 1974년 《들국화는 피었는데》
- 1974년 《아리랑》
- 1974년 《토지》
- 1974년 《눈으로 묻고 얼굴로 대답하고 마음속 가득히 사랑은 영원히》
- 1974년 《비에 젖은 입술》
- 1975년 《탈출》
- 1975년 《왜 그랬던가》
- 1975년 《미인》
- 1975년 《석별》
- 1975년 《태양의 분노》
- 1975년 《욕망》
- 1975년 《10대의 영광》
- 1975년 《독사》
- 1975년 《춘희'75》
- 1975년 《창수의 전성시대》
- 1975년 《너 또한 별이 되어》
- 1975년 《비녀》
- 1976년 《쾌걸 일지매》
- 1976년 《진짜 진짜 미안해》
- 1976년 《왕십리》
- 1976년 《유정》
- 1976년 《검은 띠의 후계자》
- 1976년 《신풍객》
- 1976년 《집념》
- 1976년 《가족》
- 1976년 《성춘향전》
- 1976년 《위험한 여자》
- 1977년 《옥례기》
- 1977년 《문》
- 1977년 《난중일기》
- 1977년 《영광의 9회말》
- 1977년 《충열도》
- 1977년 《격필살일》
- 1978년 《상록수》
- 1978년 《족보》
- 1978년 《세종대왕》
- 1978년 《웃음소리》
- 1978년 《낙조》
- 1979년 《신궁》
- 1979년 《장마》
- 1979년 《불행한 여자의 행복》
- 1979년 《O양의 아파트(속)》
- 1979년 《말띠 며느리》
- 1980년 《병태와 영자(속)》
- 1980년 《요》
- 1980년 《매일 죽는 남자》
- 1980년 《미워도 다시한번 '80》
- 1981년 《풍운아 팔불출》
- 1981년 《이 깊은 밤의 포옹》
- 1981년 《0번 아가씨》
- 1981년 《초대받은 사람들》- 우정출연
- 1981년 《아빠 안녕》
- 1981년 《미워도 다시한번 80 2》
- 1982년 《화순이》
- 1982년 《백구야 훨훨 날지마라》
- 1983년 《들개》
- 1983년 《다른 시간 다른 장소》
- 1983년 《내가 마지막 본 흥남》 - 술집 주인 역
- 1983년 《이 한몸 돌이 되어》
- 1983년 《신입사원 얄개》
- 1983년 《일송정 푸른 솔은》 - 신입 병사 역
- 1984년 《88 짝꿍들》
- 1984년 《사랑의 찬가》
- 1985년 《고래 사냥 2》
- 1985년 《인간시장 2, 불타는 욕망》
- 1986년 《토요일은 밤이 없다》 - 경숙 부 역
- 1986년 《서울황제》 - 하객들
- 1986년 《태》 - 이장꾼
- 1986년 《황진이》
- 1987년 《호걸춘풍》
- 1987년 《기쁜 우리 젊은 날》
- 1987년 《이브의 건넌방》
- 1987년 《레테의 연가》
- 1987년 《박철수의 헬로 임꺽정》
- 1987년 《북치는 여자》
- 1989년 《개그맨》
- 1989년 《회춘녀》
- 1989년 《우리들의 가을》
- 1990년 《용의 유혼》- 당명황 역
- 1990년 《나는 날마다 일어선다》
- 1990년 《보통여자시대》 - 최 회장 역
- 1990년 《꿈》- 주막 주인 역
- 1990년 《동춘별곡》
- 1990년 《나의 사랑 나의 신부》- 담배가게 주인 역
- 1990년 《영웅후레쉬》
- 1990년 《그들도 우리처럼》- 광업소 사장 역
- 1990년 《영웅필살》
- 1990년 《불타는 태양》
- 1990년 《마유미》- 유가족 역
- 1991년 《예수천당》 - 백유계 역
- 1991년 《천국의 계단》 - 이발소 아저씨 역
- 1991년 《후리꾼》
- 1991년 《한희작의 러브러브》 - 점장이 역
- 1991년 《서울, 에비타》
- 1991년 《춘정》
- 1991년 《장군의 아들 2》
- 1991년 《사의 찬미》
- 1991년 《서울의 달빛》
- 1992년 《황제 오작두》
- 1992년 《장군의 아들 3》
- 1993년 《유혹의 샘》
- 1993년 《대명》 - 국회의원 1 역
- 1993년 《물랭 루즈》
- 1993년 《작은 거인》- 제주 김사장 역
- 1994년 《칠삭동이의 설중매》
- 1994년 《태백산맥》
- 1994년 《우연한 여행》- 신부 역
- 1994년 《장미빛 인생》- 만화 도매상 주인 역
- 1995년 《남자는 괴로워》
- 1995년 《무궁화꽃이 피었습니다》- 일본 재벌 역
- 1995년 《여자 일기》
- 1995년 《에로틱 걸》
- 1995년 《금홍아 금홍아》- 국향여관 집사 역
- 1996년 《박봉곤 가출 사건》- 김 노인 역
- 1996년 《미지왕》
- 1996년 《1996 뽕》- 춘식 부 역
- 1996년 《축제》
- 1996년 《충무로 돈키호테》- 노인 역
- 1996년 《정사 파노라마》
- 1997년 《스카이 닥터》 - 노인 2 역
- 1997년 《창(노는계집 창)》
- 1998년 《키스할까요》 - 노인 역
- 1999년 《인정사정 볼 것 없다》
- 2000년 《침향》

## 경력
- 1940년 이승학 음악학원 5년 수료
- 1940년 극단 '성군'에서 연극 《봉화》 등 다수 출연
- 1952년 영화 《공포의 밤》으로 데뷔

## 수상
- 1999년 제36회 대종상 영화제 : 특별연기상(남)